# Жёлчегонные средства
Жёлчегонные (или желчегонные) средства — лекарственные средства, которые активизируют функцию печени, увеличивая выделение жёлчи.
Жёлчегонные средства делятся на две основные группы:
- холеретики, или холеретические средства — увеличивают концентрацию жёлчных кислот в жёлчи:
  - препараты, увеличивающие секрецию жёлчи и жёлчных кислот (истинные холеретики):
    - препараты, содержащие натуральные жёлчные кислоты (преимущественно животного происхождения);
    - синтетические препараты;
    - препараты растительного происхождения;

  - препараты, содержащие водный компонент и увеличивающие количество жёлчи за счёт её разбавления (гидрохолеретики) - в первую очередь ряд лечебных минеральных вод;
- холекинетики, или холекинетические средства — способствуют выделению жёлчи в кишечник:
  - препараты, повышающие тонус жёлчного пузыря (холекинетики);
  - препараты, снижающие тонус жёлчевыводящих путей и уменьшающие спастические явления (холеспазмолитики).

Некоторые жёлчегонные средства обладают свойствами как холеретиков, так и холекинетиков.
Жёлчегонные препараты применяются в комбинированной терапии ряда заболеваний желудочно-кишечного тракта, таких как дискинезия жёлчевыводящих путей, холециститы, холангиты и др.